# Radio City Tower
Radio City Tower (også kendt som St. John's Beacon) er et radio- og udsigtstårn i Liverpool i England, opført i 1969 og indviet af dronning Elizabeth 2.. Tårnet er 138 meter højt, og blev oprindeligt opført som ventilationsskakt for St. John's Shopping Centre; selvom det aldrig blev benyttet som sådan, på grund af lovgivning indført samme år som tårnet stod færdig. Tårnet er den næsthøjeste konstruktion i Liverpool og den 32. højeste i Storbritannien.
Tæt på tårnets top fandtes tidligere en drejende restaurant, hvor restaurantens facade og gulv drejede rundt som en enhed, mens restaurantens tag blev benyttet som udsigtsplatform for besøgende. Der er 558 trin til toppen samt to elevatorer, der når toppen på 30 sekunder. Efter en gennemgribende renovation af tårnet i 1999 er det drejende maskineri intakt, men er blevet låst for ikke at blive benyttet længere.